# Basílio de Ancira
São Basílio de Ancira foi um padre, bispo e mártir cristão em Ancira, Galácia (atual Ankara, Turquia).

## Vida e obra
Ele lutou contra os pagãos e o Arianismo. Quando o bispo Marcelo de Ancira foi deposto em 336 pelo ariano Eusébio de Nicomédia, Basílio foi pela primeira vez apontado bispo em seu lugar. Inocentado pelo papa Júlio I em 340, Marcelo foi reconduzido ao posto em 348. Mais uma vez deposto, foi novamente sucedido por Basílio em 353.
Segundo Jerônimo, em De Viris Illustribus, escreveu uma obra chamada "Contra Marcelo".[carece de fontes?]
Basílio foi preso durante a perseguição aos cristãos de Juliano, o Apóstata. Corajosamente, ele foi até o imperador, que estava visitando Ancira, e professou abertamente sua fé e pregou contra os sacríficios e oferendas ao imperador romano. Ao refutar abertamente um sacrifício em andamento com uma oração, foi preso imediatamente. Ele foi torturado - tiras de pele foram retiradas de suas costas - e executado em 26 de junho de 362 por uma surra com ferros quentes.
Ele é comemorado como mártir em 22 de março no oriente e em 1 de janeiro no ocidente.